# Tu quoque
Tu quoque – sofizmat stosowany w dyskusjach, polegający na odpieraniu krytyki poprzez wskazanie, że w danej kwestii dyskutant sam nie jest bez winy. Stanowi zabieg erystyczny, ponieważ nie polega na odnoszeniu się do istoty zarzutu, a do osoby dyskutanta (argumentum ad personam). Tu quoque po łacinie oznacza „ty też”.
Przykładem argumentacji tu quoque jest stosowanie powiedzenia przyganiał kocioł garnkowi, a sam smoli.